# Purely Belter
Purely Belter är en brittisk film från år 2000 i regi av Mark Herman. Filmen handlar om två ungdomar som växer upp i den nordengelska staden Newcastle. De kommer från fattiga familjer och lever i misär. Ungdomarna försöker på alla möjliga sätt att få ihop pengar för att kunna köpa säsongsbiljetter till sitt favoritfotbollslag Newcastle United. 
Filmen tar upp typiska engelska förortsproblem som alkoholism, arbetslöshet, pedofili, fattigdom och tonårsgraviditeter. Filmen innehåller bland annat en scen där huvudrollsfigurens alkoholiserade pappa sjunger Elvis låten "You are always on my mind" på karaoke på den lokala puben efter att ha stulit sin sons veckopeng.
Huvudrollerna spelas av Chris Beattie och  Greg McLane. Den engelska fotbollsspelaren Alan Shearer har en liten roll i filmen. Han spelar sig själv i en scen där huvudrollsinnehavarna av misstag stulit sin stora idols bil.
Filmen är baserad på romanen "The season ticket" av författaren Jonathan Tulloch.
Uttrycket "Purely Belter" är ett slanguttryck från den lokala dialekten i Newcastle "Geordie" för något som är "extremt bra"
Purely = rent, tydligt, "rätt och slätt".
Belter = slang för bra, fint, utmärkt.